# Quelynah (álbum)
Quelynah é o álbum de estreia da cantora e compositora brasileira Quelynah, lançado em 13 de novembro de 2006 pelo selo Sonorabiz e distribuído pela Tratore. O álbum apresenta uma mistura de gêneros musicais, incluindo R&B, pop, hip hop e rap, refletindo a diversidade musical da artista e suas principais inspirações em cantoras como Aaliyah e Brandy.

## Gravação e produção
O álbum foi produzido por Joeblack e Dima "Riztocrat" Dahaba, ex-membro do grupo Sevenlox, que ajudaram a moldar o som distinto do projeto. A produção ocorreu no Estúdio Spark, em São Paulo no inverno de 2006 e contou com colaborações de vários artistas como Vanessa Jackson, Thaíde, Pregador Luo, entre outros.

## Lançamento e promoção
O segundo single foi o "O Que Sou", com a participação de Pregador Luo, contou com um videoclipe gravado em 5 de dezembro de 2006 e lançado oficialmente em 25 de março de 2007, que foi divulgado em programas nos canais PlayTV, MTV Brasil, Multishow e Mix TV.

## Recepção
| Críticas profissionais | Críticas profissionais |
| Avaliações da crítica  | Avaliações da crítica  |
| Fonte                  | Avaliação              |
| ---------------------- | ---------------------- |
| Folha de S.Paulo       | [ 5 ]                  |

O álbum recebeu críticas positivas por parte do público, e entre mistas e positivas pelos de profissionais. Adriana Ferreira Silva, para o jornal Folha de S.Paulo, declarou que o álbum tem bons momentos, chegando próximo das divas do R&B americano, com coerência e boa companhia de Simone Sou, Vanessa Jackson e outros.

## Faixas
| N.º            | Título                                       | Duração |  |
| 1.             | "Intro"                                      | 1:06    |  |
| 2.             | "Afrodisíaco" (part. Riztocrat e Simone Sou) | 3:59    |  |
| 3.             | "BPM" (part. Thaíde)                         | 3:36    |  |
| 4.             | "DJ"                                         | 3:32    |  |
| 5.             | "Transpira"                                  | 3:42    |  |
| 6.             | "Linda, Louca, Leve e Solta"                 | 4:15    |  |
| 7.             | "Amanhã"                                     | 4:14    |  |
| 8.             | "Tudo Bem" (part. Riztocrat)                 | 4:04    |  |
| 9.             | "O Que Sou" (part. Pregador Luo)             | 3:42    |  |
| 10.            | "Detector de Mentiras"                       | 3:33    |  |
| 11.            | "Você Quer Que Eu Toque?" (part. Suppa Fla)  | 4:03    |  |
| 12.            | "Ele" (part. Vanessa Jackson)                | 3:50    |  |
| 13.            | "Talarica" (Faixa bônus)                     | 3:07    |  |
| Duração total: | Duração total:                               | 46:50   |  |

## Desempenho comercial
O álbum teve apenas uma tiragem: AA0003000, totalizando 3 mil cópias de CDs distribuídos fisicamente.